# Plaid
Als Plaid (Scots „Wolltuch, Decke“, daher gäl. plaide mit gleicher Bedeutung; im nordamerikanischen Englisch auch „kariert“) bezeichnet man relativ dünne, häufig gemusterte Wolldecken. Plaids sind oft aus hochwertiger Schurwolle gefertigt, beispielsweise aus Alpaka-Wolle.
Plaids, auf Deutsch auch „Schulterdecke“ genannt, sind neben dem Kilt Bestandteil der traditionellen Kleidung der Hochlandschotten. Sie bestehen in der Regel aus dem gleichen Tartan-Stoff wie der Kilt. Plaids werden gefaltet und lose über der Schulter getragen oder mit einer Brosche an der Schulter befestigt. Das Plaid, das zum Full dress militärischer Dudelsackspieler gehört, ist ein Wolltuch von etwa 3,5 Yards Länge und 1,5 Yards Breite (full plaid oder piper’s plaid genannt). Es wird parallel zur langen Kante mehrfach gefaltet, um den Oberkörper gewickelt und an der linken Schulter mit einer Brosche befestigt. Als Bestandteil ziviler Abendkleidung werden gelegentlich kleinere Plaids getragen, die nur an der Schulter befestigt sind und locker herabhängen (fly plaids). Sie sind üblicherweise quadratisch mit 1 bis 1,5 Yards Kantenlänge.
Ein sogenanntes Belted Plaid war Teil der Kleidung schottischer Clans vor Einführung des modernen Kilts.

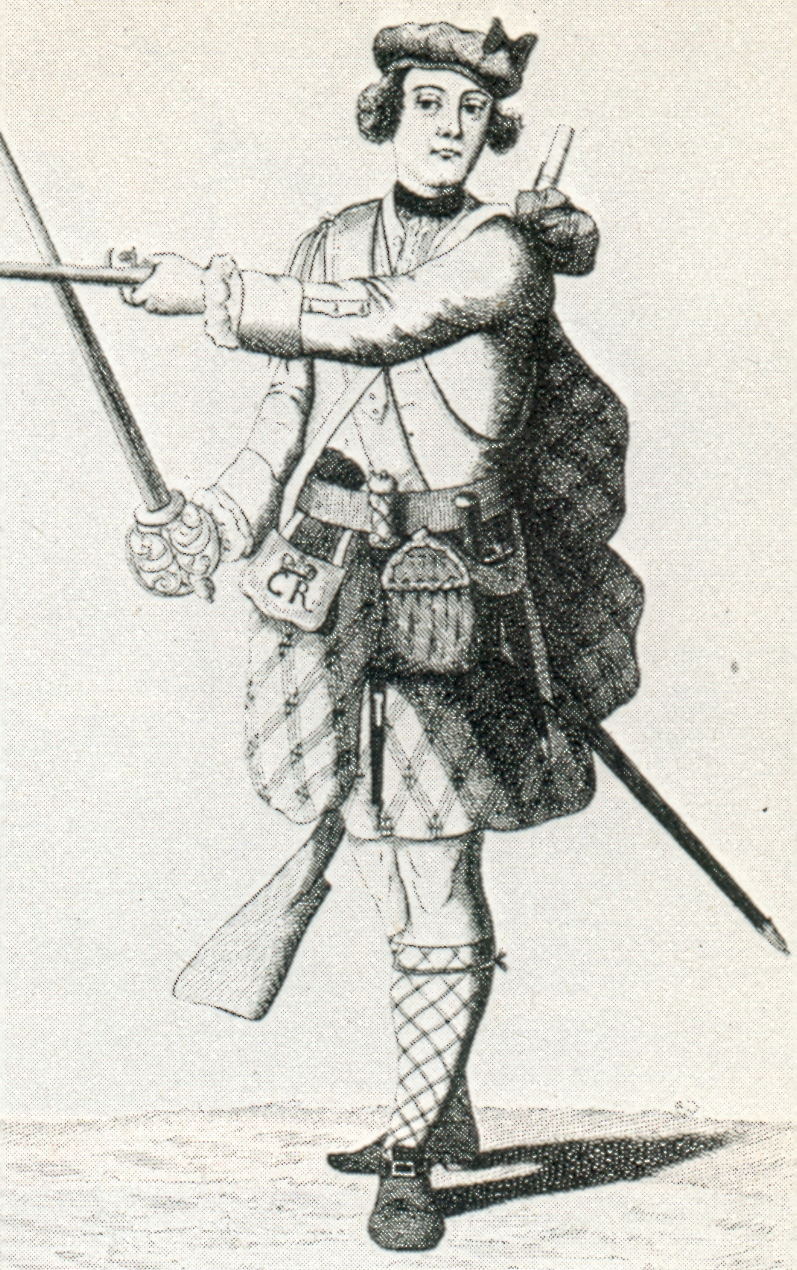
Schottischer Soldat im belted plaid, um 1743
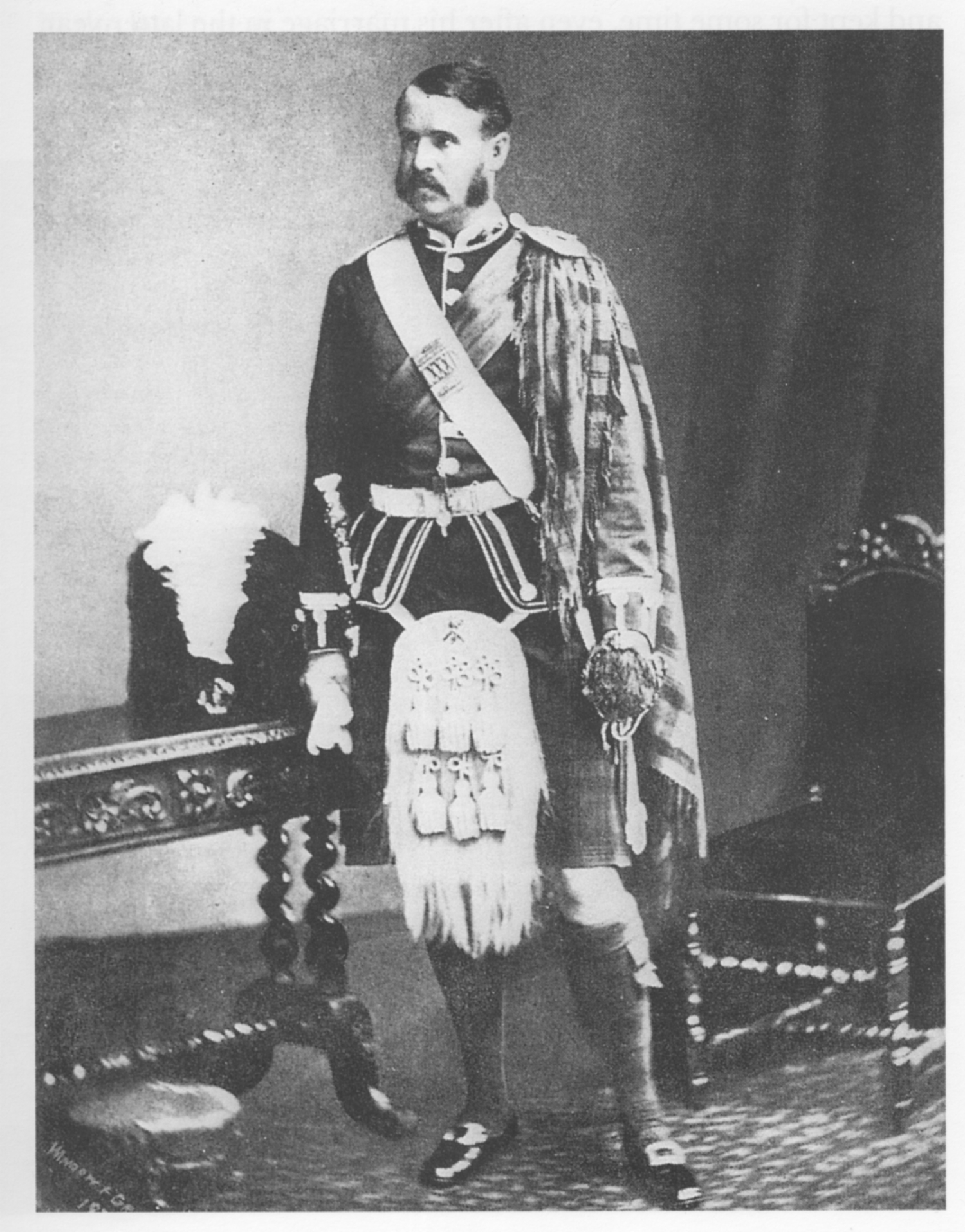
Schottischer Offizier mit fly plaid, um 1875
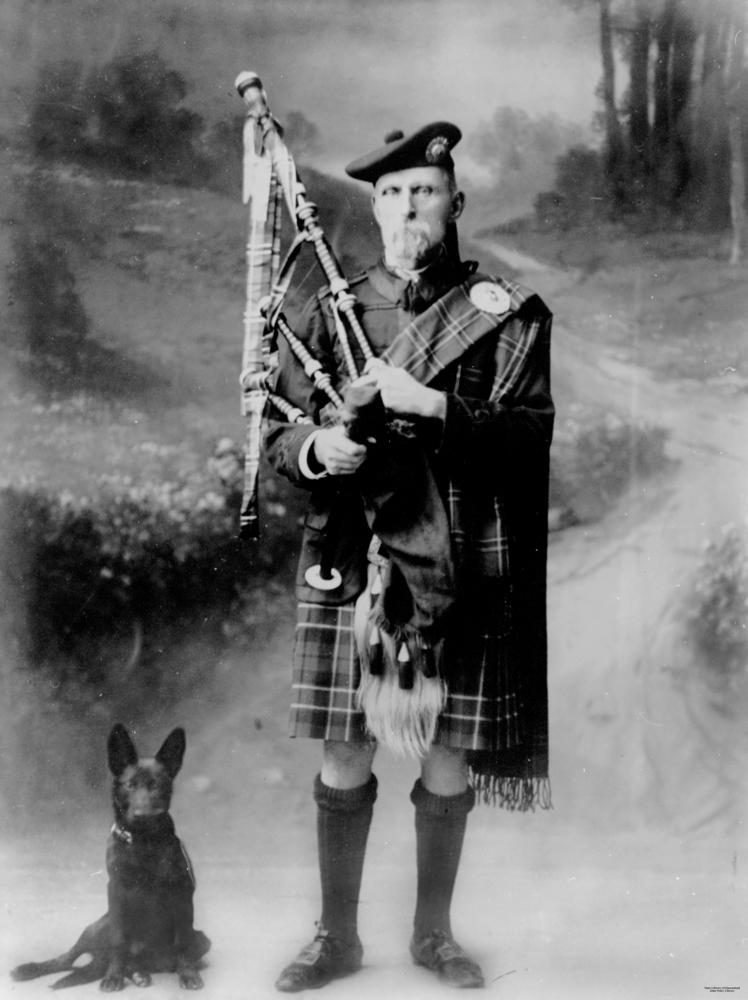
Dudelsackspieler mit full plaid, 1921
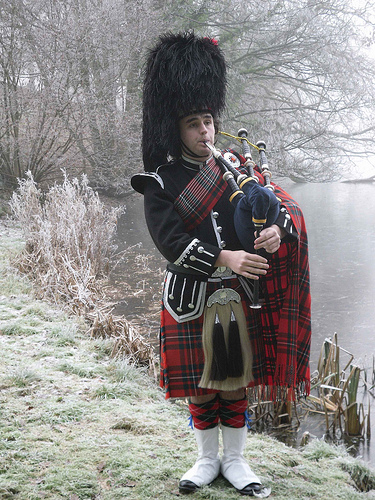
Dudelsackspieler im full dress
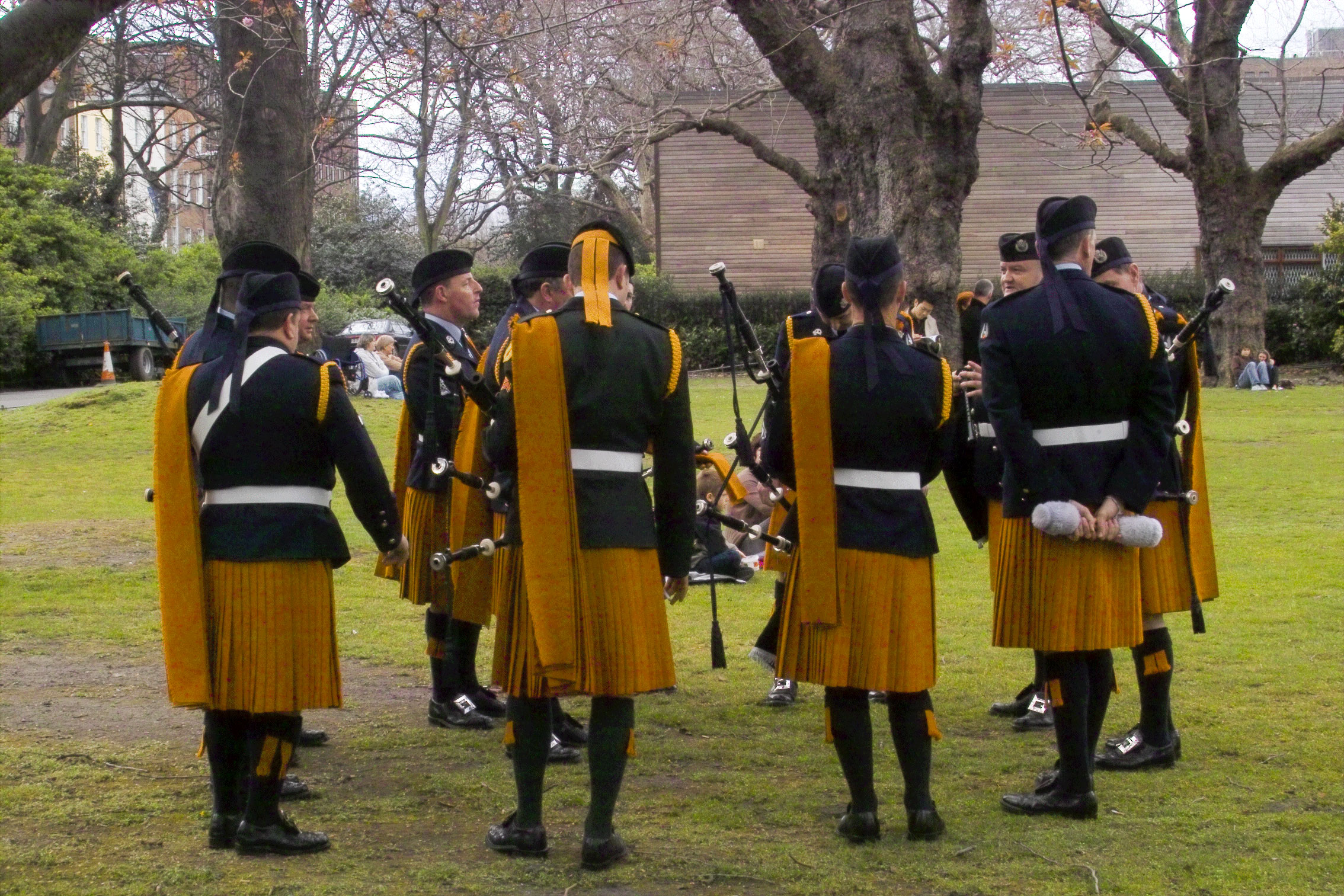
Mitglieder der Irish Air Corps Pipe Band mit Plaids auf den linken Schultern
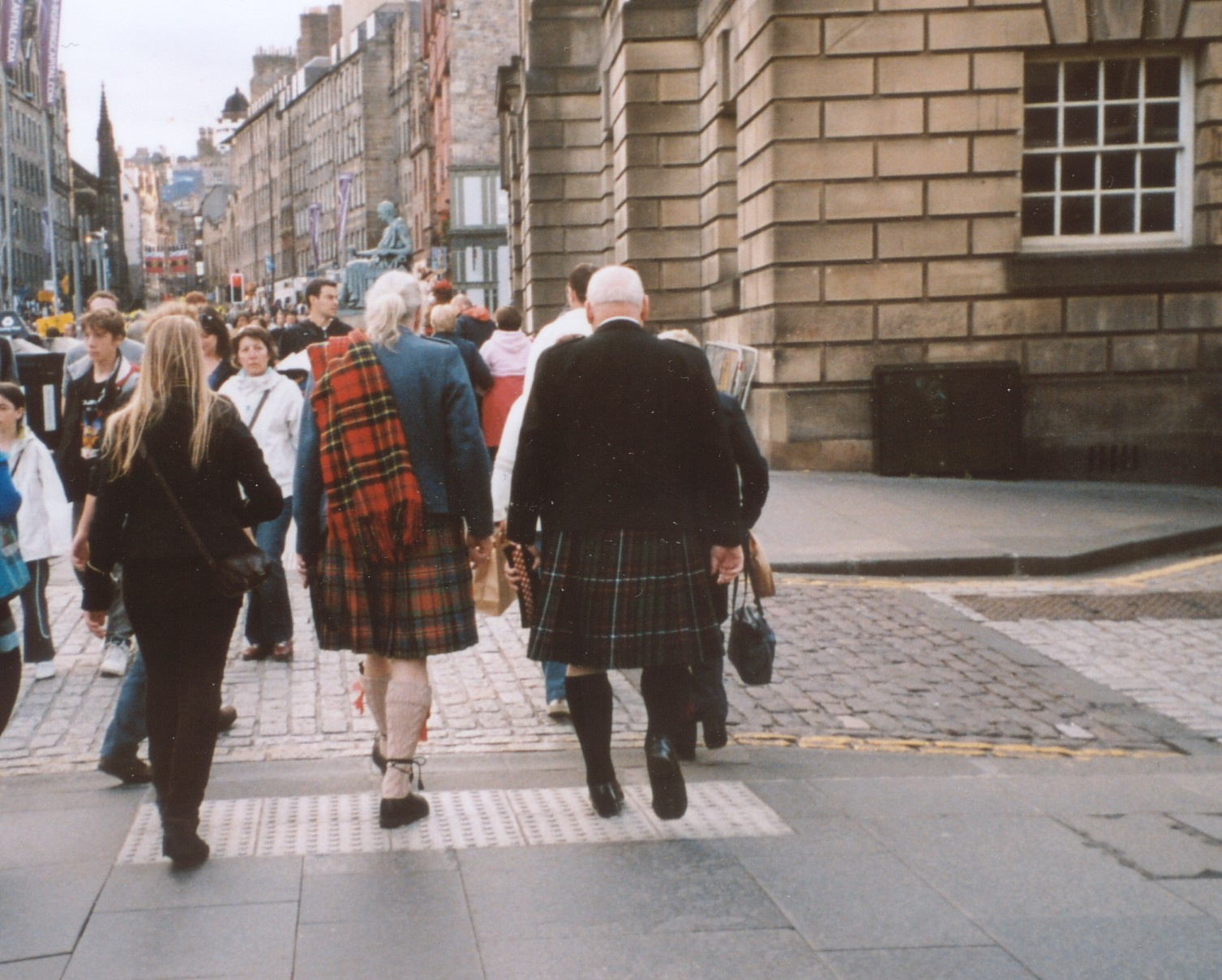
Lose auf der Schulter getragenes Plaid